# Guerra de Ferrara

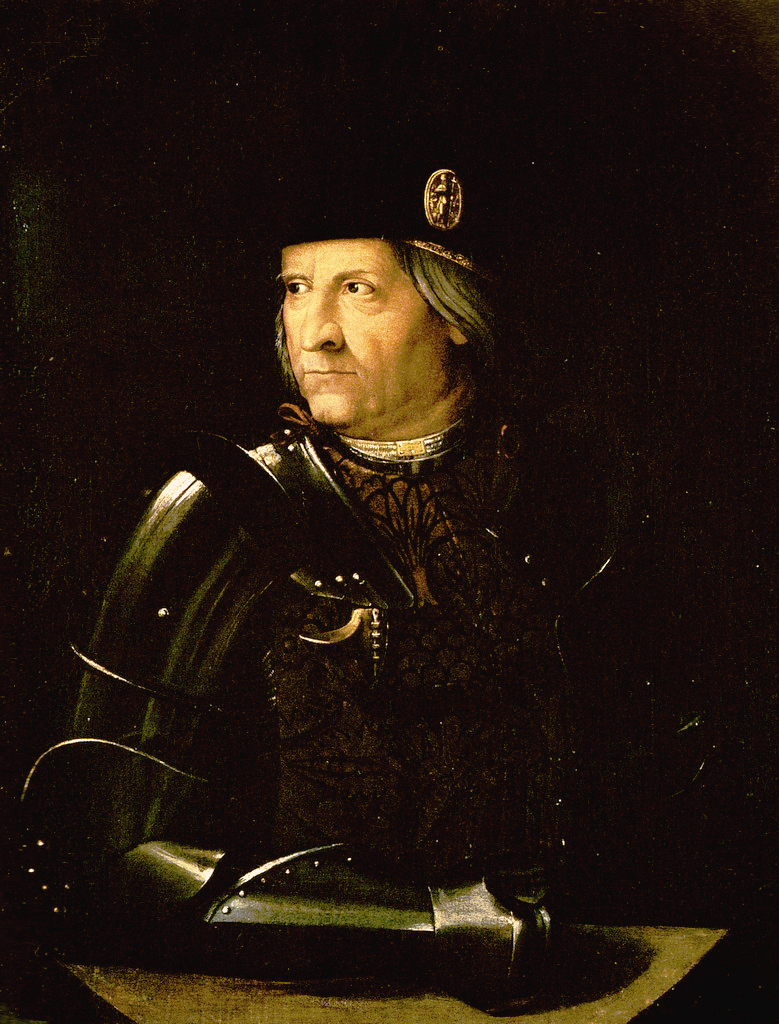
Hèrcules I d'Este

La guerra de Ferrara, també coneguda com la guerra de la sal, es va lluitar entre el 1482 i el 1484 per la disputa del monopoli de la sal, entre el ducat de Ferrara i l'aliança dels Estats pontificis amb la República de Venècia.
Hèrcules I d'Este es va enemistar amb el papa Sixt IV, que ja havia reprès la seva estada a Roma després del Cisma d'Occident i intentava reorganitzar els Estats pontificis. Als Estats Pontificis la família Colonna va aprofitar el desordre, lluitant en batalles campals contra els seus enemics Della Rovere. L'encontre principal, però, va ser la batalla de Campomorto prop de Velletri, el 21 d'agost de 1482, en la qual les tropes napolitanes van ser fortament derrotades per Roberto Malatesta, i el duc de Calàbria va haver de ser rescatat per un contingent dels seus soldats turcs. Alguns castells d'Orsini també van caure en mans papals, però la mort de Roberto Malatesta el 10 de setembre va desfer en gran part els èxits papals al Laci. Sixt va fer una pau separada amb Nàpols en una treva del 28 de novembre i es va signar un tractat de pau el 12 de desembre. La guerra va suposar un important revés per al ducat de Ferrara, que va acabar cedint la regió de Polesine per la Pau de Bagnolo, signada el 7 d'agost de 1484.